# NGC 5828
NGC 5828 est une galaxie spirale barrée située dans la constellation du Bouvier. Sa vitesse par rapport au fond diffus cosmologique est de 4 153 ± 7 km/s, ce qui correspond à une distance de Hubble de 61,3 ± 4,3 Mpc (∼200 millions d'al). NGC 5828 a été découverte par l'astronome américain Lewis Swift en 1887.
L'image obtenue des données du relevé SDSS montre clairement la présence d'une barre au centre de NGC 5828, mais il n'y a que sur la base de données HyperLeda que cette caractéristique est notée.
Selon la base de données Simbad, NGC 5828 est une galaxie LINER, c'est-à-dire une galaxie dont le noyau présente un spectre d'émission caractérisé par de larges raies d'atomes faiblement ionisés.
La distance de Hubble de la galaxie PGC 53619 au sud de NGC 5828 est égale à 220,32 ± 15,42 Mpc (∼719 millions d'al). Elle est située beaucoup plus loin que NGC 5828 et ces deux galaxies forment un couple purement optique.

## Supernova
La supernova SN 2007T a été découverte dans NGC 5828 le 3 février 2007 par D. R. Madison et W. Li dans le cadre du programme conjoint LOSS/KAIT (Lick Observatory Supernova Search de l'observatoire Lick et The Katzman Automatic Imaging Telescope de l'université de Californie à Berkeley. Cette supernova était de type II.